# غافريل أبوستوليديس
غافريل أبوستوليديس هو لاعب كرة قدم يوناني في مركز الدفاع، ولد في 12 يناير 1989 في اليونان. لعب مع نادي أستيراس تريبوليس ونادي كافالا.